# Cynortoides marginatus
Cynortoides marginatus is een hooiwagen uit de familie Cosmetidae.